# Edificio Yacaré
Das Edificio Yacaré ist ein Bauwerk in der uruguayischen Landeshauptstadt Montevideo.
Das infolge eines 1987 von der BHU durchgeführten Wettbewerbs zu seiner Errichtung erbaute und im Jahre 1994 eröffnete Gebäude befindet sich in der Ciudad Vieja an der Calle Yacaré 1574 zwischen der Rambla 25 de Agosto de 1825 und der Calle Piedras. Für den Bau zeichneten die Architekten Juan Bastarrica, Alberto de Betolaza, Alvaro de Ferrari, Antonio Gervaz und Rúben Otero verantwortlich. Das 14 Meter hohe, fünfstöckige als Appartement-Wohn- und Geschäftshaus konzipierte Bauwerk umfasst eine Grundfläche von 847 m².